# Сукины дети
«Су́кины де́ти» — советский художественный фильм в жанре драмы, поставленный режиссёром Леонидом Филатовым в 1990 году. В основу сценария положены реальные события, связанные с отъездом из СССР Юрия Любимова. Единственная режиссёрская работа Леонида Филатова.

## Сюжет
Завязка фильма основана на реальной исторической ситуации, сложившейся в театре на Таганке, когда его руководитель, Юрий Любимов, уехал из СССР в 1984 году. Во время пребывания на Западе он критически отозвался о цензуре в СССР, после чего был отстранён от управления театром и лишён гражданства.
Фильм «Сукины дети» рассказывает о том, как труппа восприняла эти события и давление на них государства, а также показывает события, которые не случились — забастовку артистов, голодовку и угрозу самосожжения. В театр присылают функционера из министерства Юрия Михайловича, который должен навести порядок во взбунтовавшемся учреждении культуры. История заканчивается трагически, смертью одного из протестующих.

## В фильме снимались
- Владимир Ильин — Лев Александрович Бусыгин (он же Лёва)
- Лариса Удовиченко — Татьяна, его жена
- Александр Абдулов — Игорь Гордынский, актёр театра
- Евгений Евстигнеев — Андрей Иванович Нанайцев, народный артист СССР
- Лия Ахеджакова — Элла Эрнестовна, его супруга
- Владимир Самойлов — Пётр Егорович, директор театра
- Елена Цыплакова — Галочка
- Татьяна Кравченко — Серафима Михайловна Корзухина
- Нина Шацкая — Елена Константиновна Гвоздилова
- Сергей Маковецкий — Боря Синюхаев
- Лариса Полякова — Аллочка
- Мария Зубарева — Ниночка
- Галина Петрова — Тюнина
- Александр Ильин — Тюнин, актёр театра
- Вадим Любшин — Коля
- Станислав Говорухин — Сергей Сергеевич Попов, писатель
- Людмила Зайцева — Анна Кузьминична из горкома
- Леонид Филатов — Юрий Михайлович
- Мария Барабанова — мать Бусыгина

## Награды
- Первая премия на фестивале «Кинотавр» в номинации «кино для всех» в 1991 году.
- Лучшая мужская роль (Владимир Ильин) на том же фестивале.
- Номинация на «Нику» Александра Абдулова за лучшую второстепенную роль.